# Silistra
Silistra là một thị trấn thuộc tỉnh Silistra, Bungaria. Dân số thời điểm năm 2011 là 35230 người.

## Dân số
Dân số trong giai đoạn 2004-2011 được ghi nhận như sau:
| Năm | 2004  | 2005  | 2006  | 2007  | 2008  | 2009  | 2010  | 2011  |
| --- | ----- | ----- | ----- | ----- | ----- | ----- | ----- | ----- |
| Dân số | 39929 | 39358 | 39148 | 38733 | 38320 | 37837 | 37332 | 35230 |
| From the year 1962 on: No double counting—residents of multiple communes (e.g. students and military personnel) are counted only once. |       |       |       |       |       |       |       |       |